# Totoró (langue)
Pour les articles homonymes, voir Totoro.
Le totoró est une langue barbacoane parlée dans le Sud-Ouest de la Colombie, dans le département de Cauca par les Totorós, dont le nombre est estimé à 1 000 personnes.
La langue est quasiment éteinte

## Classification
Le totoro, avec le guambiano, forme un sous-groupe des langues barbacoanes (Coconucan languages (en)). Cependant ces deux parlers sont souvent considérés comme n'étant que deux dialectes d'un seule langue.
À l'intérieur du barbacoan, le guambiano-totoró et l'awa pit, constituent la branche septentrionale de cette famille de langues.